# Burgstall Bühl
Der Burgstall Bühl bezeichnet eine abgegangene Höhenburg auf dem „Schlossberg“ des Ortsteils Bühl der Gemeinde Bibertal im Landkreis Günzburg in Bayern.

## Geschichte
Die mittelalterliche Burg, deren genaue Entstehungszeit unbekannt ist, wurde von mehreren Rittergeschlechtern bewohnt und 1525 im Deutschen Bauernkrieg durch den Leipheimer Haufen erstürmt. Im Dreißigjährigen Krieg wurde sie endgültig zerstört. Während des Dreißigjährigen Krieges war der Ort Bühl fast ausgestorben.
Die Stelle der ehemaligen Burg, der Burgstall, ist heute ein Bodendenkmal. Der Hang des Schlossbergs ist als wertvoller Landschaftsbestandteil durch das Bayerische Naturschutzgesetz geschützt.